# Richard Hart
Richard Hart (ur. 14 października 1968 w Toronto, Ontario) – leworęczny kanadyjski curler z Pickering, Ontario. Grał na pozycji trzeciego w drużynie Glenna Howarda.
Na swój pierwszy the Brier Hart pojechał w roku 1995, będąc rezerwowym w drużynie Eda Werenicha. Pierwszy duży sukces odniósł w 1997 roku, gdy drużyna Mike’a Harrisa zwyciężyła w Canadian Olympic Curling Trials. Na Igrzyskach Olimpijskich w Nagano Kanadyjczycy zdobyli srebro, przegrywając w finale ze Szwajcarami 9:3. W roku 2000 Hart dołączył do drużyny Glenna Howarda, z którą zajął drugie miejsce w Tim Hortons Brier 2006. W finale reprezentacja Ontario przegrała z drużyną Quebecu (Jean-Michel Ménard). Rok później Team Howard zwyciężył w mistrzostwach kraju, pokonując w finale Nową Fundlandię i Labrador (Brad Gushue) 10:6. Kanadyjczycy byli bezkonkurencyjni na Mistrzostwach Świata, gdzie zwyciężyli z bilansem 12-1.
W kolejnych latach drużyna Howarda zajmowała drugie i trzecie miejsce w The Brier. W grudniu 2009 Hart był blisko ponownego wyjazdu na IO, jednak Team Howard przegrał finał kanadyjskich kwalifikacji olimpijskich z drużyną Kevina Martina. W Mistrzostwach Kanady 2010 zespół Harta także dotarł do finału, jednak przegrał tam z Kevinem Koe. Rok później również zdobył srebrny medal po porażce w finale z Jeffem Stoughtonem.
Po sezonie 2010/2011 i 11 latach gry z Howardem Hart postanowił zakończyć karierę sportową.

## Zwycięstwa w turniejachWielkiego Szlema
- Canadian Open – 2009
- Masters/World Cup – grudzień 2006, styczeń 2008, listopad 2008, 2009
- The National – 2002, styczeń 2004
- Players’ Championships – 2008

## Drużyna
| MŚ 2007 - Glenn Howard (skip) - Brent Laing (drugi) - Craig Savill (lead) - Stephen Bice (rezerwowy) | ZIO 1998 - Mike Harris (skip) - Collin Mitchell (drugi) - George Karrys (lead) - Paul Savage (rezerwowy) |